# Dypsis ampasindavae
Dypsis ampasindavae – gatunek palmy z rzędu arekowców (Arecales). Występuje endemicznie na Madagaskarze, w prowincji Antsiranana, gdzie znane są tylko 2-5 jego naturalne stanowiska. Rośnie w bioklimacie średniowilgotnym na wysokości do 500 m n.p.m.